# Різжак рудошиїй
Різжа́к рудошиїй (Campylorhynchus rufinucha) — вид горобцеподібних птахів родини воловоочкових (Troglodytidae). Ендемік Мексики. Мексиканські і рудоспинні різжаки раніше вважалися конспецифічними з рудошиїм різжаком, однак були визнані окремими видами.

## Опис
Довжина птаха становить 15-19 см. Верхня частина голови чорнувата, шия і спина каштанові, плечі поцятковані чорно-білими смугами. Крила поцятковані чорнувато-коричневими смугами. Стернові пера сірувато-коричневі, поцятковані несіткими більш темними смугами, три крайні пари стернових пер мають білі кінчики. Над очима білі "брови", через очі ідуть чорнуваті смуги, щоки і горло білі, горло легко поцятковане чорними смужками. Груди блідо-руді, поцятковані невеликими округлими коричнювато-чорними плямками. Живіт блідо-коричнювато-білий, боки поцятковані нечіткими темними смужками. Очі червонувато-карі, дзьоб темно-роговий, біля основи більш блідий, лапи сизуваті. Виду не притаманний статевий диморфізм. У молодих птахів "брови" охристі, верхня частина тіла більш тьмяна, смуги і плями на ній менш чіткі.

## Поширення і екологія
Рудошиї різжаки мешкають в штаті Веракрус на сході Мексики, а також спостерігалися на півночі Оахаки. Вони живуть в сухих тропічних лісах, чагарникових і кактусових заростях, зустрічаються на плантаціях і в мангрових заростях, на висоті до 300 м над рівнем моря. Живляться комахами та іншими безхребетними. Гніздо кулеподібне з бічним входом.